# 尼古拉·馬俞
尼古拉·皮埃爾·阿爾芒·馬俞（法語：Nicolas Pierre Armand Mahut，1982年1月21日—）是一位法國職業網球運動員。於2000年轉為職業選手。迄今為止，他的單打最高世界排名是第37位，目前他已經獲得過6項賽事冠軍。

## 網球史上最長的比賽
他在2010年溫布頓網球錦標賽，在第一輪與約翰·伊斯內爾在第五盤進入膠著，這場賽事最終打了三天，總計11小時5分鐘，最終以6-4, 3-6, 6-7(7-9), 7-6(7-3), 68-70敗下陣來。雙方於這場比賽共打了183局，Isner的ace有113個、Mahut有103個；Isner致勝球246個、Mahut為242個，皆刷新網球史上的紀錄。

## 外部連結
- 尼古拉·馬俞（英文/西班牙文）的官方資料
- 尼古拉·馬俞的國際網球總會 職業／青少年 官方資料（英文）
- 尼古拉·馬俞的官方資料（英文）